# Uloborus tetramaculatus
Uloborus tetramaculatus là một loài nhện trong họ Uloboridae.
Loài này thuộc chi Uloborus. Uloborus tetramaculatus được Cândido Firmino de Mello-Leitão miêu tả năm 1940.